# 最上小国川ダム
最上小国川ダム（もがみおぐにがわダム、最上小国川流水型ダム）は、山形県最上郡最上町大字富澤地先、一級水系 最上川水系最上小国川の上流部にあるダムである。2008年度に事業採択され、2015年2月26日に着工、2020年3月に完成、2020年4月24日に運用が開始された。

## 沿革
最上小国川は鮭川と並ぶ山形県北部における最上川水系の有力な支流である。流域は大部分が山地であり、急流である為昭和初期には水力発電所が建設される河川でもあった。だが、他の最上川支流に比べてダムを始めとする河川開発がほとんど実施されていなかった事もあり、原始の風景が残る自然が豊富な河川である。
だが、急流かつ水量が豊富で、さらに河川改修がほとんど手付かずの原始的な河川である事から、豪雨や台風の際には極めて高い確率で氾濫を繰り返していた。1961年（昭和36年）より山形県を事業主体とした堤防整備や河道掘削を主体とした河川改修事業が実施されていたが、それでもなお最上小国川の氾濫は後を絶たなかった。特に1975年（昭和50年）8月の集中豪雨災害では隣の鮭川本川は高坂ダムの洪水調節によって被害が少なかったが、鮭川支流の真室川や最上小国川では甚大な被害が及んだ。特に最上小国川では浸水家屋339戸、浸水農地面積716ha、被害総額146億円の莫大な損害を受けた。1998年（平成10年）9月の台風5号でも最上小国川は深刻な被害を受け、赤倉温泉が浸水するなどした。
こうした最上小国川の治水対策としては堤防整備と河道掘削が主体となり実施されたが、周辺住宅地の拡大などで限界に近づいていた。この為山形県は最上小国川の根本的な治水対策を行うために1991年（平成3年）より新しい河川整備計画を検討した。この中で放水路案やダム案などが検討された結果、ダムによる洪水調節が妥当とする結論が出され、1995年度（平成7年度）から「最上小国川ダム建設事業」として実施計画調査が開始され、2015年にダム本体の工事が開始された。ダムの着工後の2018年（平成30年）8月にも大雨により最上小国川が氾濫している。2020年に完成し、運用が開始された。

## 目的
最上小国川ダムは当初補助多目的ダムとして計画されたが、その後の水需要の変化によって利水事業の有益性が薄れた事もあり、最大の目的である洪水調節のみを残し計画を縮小した。現在は治水ダムとして計画が進められている。型式は重力式コンクリートダム、高さは46.0 mである。
ダムの最大の特徴は洪水調節のみが目的であるが、普段は貯水を全く行わず洪水時にのみ貯水を行う「穴あきダム」と呼ばれる洪水調節方式を採用している事である。これは通常時は貯水池は空であり河水は普通にダムを流下するが、洪水時には上流からの洪水流量を全て貯水し下流への流量を調節するというものである。治水専用の穴あきダムだが、国内では未だ事例が少なく、主なダムとしては益田川ダム（益田川）、辰巳ダム（犀川）のみである。
普段貯水を行わない為に堆砂への影響が少なく、通常のダムに比べて環境への負荷も少ないと流布される傾向があり、小国川流域では「日本一環境にやさしい穴あきダム」と流布されてきたが、実際に「環境にやさしい」科学的根拠がないことは、明らかになっている。先進事例の益田川でも、建設前と建設後での魚類の定量、定性的調査など一切おこなわれていなかった。小国川ほどの清流環境に造られた事例は皆無である。複数の生態学者が、河川生態系に深刻な影響を与えうるのは通常のダムと同様と指摘している。

## 建設
ダムの本体は2015年2月26日に着工、2017年6月13日に定礎式が実施された。2019年12月27日から試験湛水が行われ、2020年3月27日に完成した。その後、ダムの操作に必要な操作規則の公報を行い、2020年4月24日に運用が開始された。

### 経過
- 1991年度 予備調査（県単）着手
- 1995年度 実施計画調査（補助）着手
- 2008年度 ダム建設事業（補助）として新規採択
- 2012年度 工事用道路及び仮排水路トンネル転流工の着工
- 2014年度 堤体工事の着工
- 2015年度 放流設備工事の着工
- 2016年度 堤体コンクリート打設開始（2016年10月）、通信警報観測設備工事の着工
- 2017年度 定礎式の開催（2017年6月）
- 2018年度 堤体コンクリート打設完了（2018年11月）、ダム管理棟完成（2018年12月）
- 2019年度 試験湛水（2019年12月～2020年2月）、堤体工事・放流設備工事・通信警報観測設備工事の完了（2020年3月）
- 2020年度 運用開始（2020年4月24日） [8]

## 建設に至る経緯
以下は、主として建設着工までの賛成・反対の運動の経緯である。

### ダムに対する反対運動
最上小国川ダムは2006年（平成18年）時点では着工の目処が立っていなかった。その最大の要因はダム建設に対する最上小国川漁業協同組合を中心とした反対運動である。
最上小国川は最上川水系の主要な支流の中で、唯一流域にダムが建設されていない河川である。このため古くからの手付かずの自然が多く残されている。特に水産資源においては山形県有数のアユ遡上河川として知られ、年間平均で推定100万匹のアユが遡上する。この為アユ釣りを生業とする漁師の他、年間3万人に及ぶ釣り客が流域を訪れる為、安定した漁業権収入を含めて極めて漁業資源の豊富な河川である。ダム建設によってアユ遡上への影響を憂慮する最上小国川漁協は組合員1,300名全てがダム建設に反対を表明し、現在強固な反対運動を展開している。
山形県は事業進捗を円滑に図るべく、「最上川水系流域委員会」において有識者と反対派を交えた議論の場を作りダム事業についての意見を求めた。だが死活問題であるダム建設に対峙する最上小国川漁協は委員会の人選について『ダム推進派に圧倒的に偏った人選である』として委員の構成を不正として非難、委員会のメンバーであった組合長が委員会を脱退。以後独自の反対運動を展開した。こうした漁協の必死の抵抗に賛同する環境NGO「ウォーターワッチネットワーク」が2004年（平成16年）、赤倉温泉在住の押切喜作を代表に据えて「最上小国川の真の治水を考える会」を立ち上げた。その運動に、特に全国のダム反対運動に密接に関わり、『脱ダム宣言』で有名な前長野県知事・田中康夫と共に「日米ダム撤去委員会」を立ち上げているアウトドアライター・天野礼子やダム反対側の論客である法政大学教授・五十嵐敬喜などが支援に動き、日本野鳥の会山形県支部も反対運動に参加している。彼らは2003年（平成15年）に「脱ダムネット山形」を結成し、綱木川ダム（綱木川）や長井ダム（置賜野川）などを含め組織的なダム反対運動を展開している。反対派からの疑問は、反対派を支援するつり人社が発行する『渓流』2006年7月号に特集として掲載され、それに対して山形県が反論をサイトに発表するという事もあった。

### 反対派・推進派の主張
反対派はダム反対運動の中で、大別して治水対策の不備と環境保護の点から最上小国川ダム事業への疑念を呈し、反対を表明している。これに対して事業者である山形県や推進派の有識者・自治体はデータを提示して反論を行っているのが現在の状況である。因みに治水対策の不備で反対派が指摘しているのは以下の点である。計画高水（洪水）流量が過大、ゲートなしダムでは洪水調節が不可能、貯水池内の森林伐採による地すべりの誘発などであり、環境面についてはアユへの影響が解決されていないという理由である。
計画高水流量の根拠が過大であるとの指摘は、反対派の漁協などが流域住民に聞き取り調査を行った結果、山形県が試算している流量での水害が起きていないという結果が判明し、計画が過大であるという指摘を行った。これに対し山形県は同じく地元民からの聞き取り調査に加えて過去の最上小国川流域雨量のデータを解析し、その結果計画高水流量を起こす豪雨は過去に発生していると反論した。山形県は客観的なデータを呈示しているが、両派が同じ地域で行った聞き取り調査の結果については全く相反する結果となっている。
ゲートなしダムの洪水調節能力に対する疑念について反対派は、洪水時の流木や堆砂によってダムの自然流下用ゲートが閉塞して洪水調節機能を果たせないという指摘がある。閉塞が解決されなければ治水に重大な支障が出るとしてダム事業は無意味とする見解である。これに対して山形県は貯水が無い時期に流木の除去や堆砂の掘削といったメンテナンスを定期的に実施するので、問題は無いとしている。因みに全国に100以上建設されている治水専用ダムでは、反対派の指摘するような問題は発生していない。「穴あきダム」についても既設のダムについては反対派の指摘する問題は発生していない。田中康夫が「脱ダム宣言」の際にダムの代替案として提案していた「河道内遊水池」とは、「穴あきダム」そのものである。ただし大規模なダムについては現在施工中であるダムが多く、未知数な部分もある。
森林伐採による地すべりについては、森林の保水力が喪失する事による地盤の脆弱化が地すべりを招き、重大な事故を誘発するとして、コンクリートダムではなく緑のダムによる治水を主張している。一方山形県は森林の保水力には限界があるとして反論している。地すべりについては大滝ダム（紀の川・奈良県）で現在問題になっているが、地すべりは基礎地盤の問題が主因であり森林の有無は余り関係ないと言われている。またダムだけで万全な治水整備が出来ない事は近年のただし書き操作の増加を見ても歴然であるが、森林整備だけでも治水が不可能である事は、2003年の日高豪雨や2004年（平成16年）の平成16年7月福井豪雨などでも証明されている。
環境面については、アユなどへの影響についてダム建設と漁獲量の減少の関連性を指摘し、反対を行っている。山形県はアユの遡上に対する影響は余り影響がないとしているが、具体的なデータが無い為現在環境影響調査を実施中である。以前に比べ状況は好転している河川もあるが、大抵においてダム建設による漁獲量の減少は各地で指摘されており、この部分の懸念は払拭されていない。

### 代替案と地元の意向
こうして事業者の山形県と、最上小国川漁協等の反対派による論争は現在も平行線のままであり、最上川水系流域委員会による「最上小国川を考える懇談会」などを通して議論が行われているが、解決の糸口は見出せていない。
最上小国川ダムにおいては水没住民が居ない為、地元の意向は最上小国川漁協に比べ余り激しい拒否反応は示していない。最上川水系流域委員会が最上町を始めとする流域自治体によるアンケート調査の結果では、ダム案支持が41%、放水路案が34%、限定した河川改修実施案が14%、赤倉温泉を移転させた河道拡幅案が8%の結果となっている。このアンケート調査について山形県は「ダム案支持が最多」とし、反対派はダム案以外のパーセンテージに注目し「60%がダム案否定」とするなど解釈が異なっている。
反対派はダムの代替案として現在河道拡幅案・堤防建設案・小規模河川改修案の3案を呈示し、最上小国川の新たな治水整備を提案している。最上小国川における最大の流下阻害要因は赤倉温泉付近の狭窄部が主因である為、この部分を開削して河道を広げ流下促進を図ろうとしているのが河道拡幅案であり、赤倉温泉付近に堤防を建設して温泉街を水害から守るのが堤防建設案であり、漁協が推進している案でもある。ダム建設は例外なく建設費が増大しているという実例を上げ、税金の無駄遣いであるダム事業の中止も訴えている。
だが、両案において最大の問題となるのは赤倉温泉の一部移転が必須となる事であり、施工期間中の休業や建て替え問題により、温泉街全体への影響が否定できない。八ッ場ダム（吾妻川・群馬県）の川原湯温泉の例もあり、浸水被害を度々蒙る赤倉温泉街は治水事業への理解はあるがこれらの案には抵抗しており、「懇談会」でも温泉街と漁協の意見が対立している。また、上流にのみ新たな堤防整備を行うと、下流域との整備バランスが崩れ却って下流部の水害を増幅させる事から、堤防整備は下流域も行わねばならず、何れも事業費増大を招くとして山形県は否定的である。限定的な小規模河川改修は過去実施されていたが、結局水害を防止できなかった実例があるので、案自体を一蹴している。
最上小国川ダムはこの様に賛否両論が渦巻き、膠着化しているが拙速な意見集約は避けて十分な議論を行わなければならない事は各地のダム事業がそれを指し示している。だがそれは地元流域住民の総意が重要であり、特定の組織や団体、企業に利益が偏る事は避けなければならない。そして、最上小国川の治水に最後まで関わって行く事が、推進派・反対派両者に課せられた責任とも言われている。